# Желько Рогатинський
Желько Рогатинський (хорв. Željko Rohatinski; нар. 3 серпня 1951, Загреб — пом. 12 грудня 2019, Загреб) — хорватський економіст, головний економіст другого найбільшого банку країни «Privredna banka Zagreb» в 1998—2000 рр., губернатор (голова) Хорватського народного банку з 2000 по 2012 рік. 

## Життєпис
1974 року закінчив економічний факультет Загребського університету, де також захистив 1988 року докторську дисертацію на тему «Часовий вимір в економічній діяльності суспільства» (хорв. Vremenska dimenzija ekonomske aktivnosti društva).
Свою професійну кар'єру розпочав 1974 року, проходячи стажування у Республіканському бюро планування СР Хорватії, а в 1989 році був призначений генеральним директором цього бюро. 1990 року призначений начальником відділу макроекономічного аналізу та політики Загребського інституту економіки, яким керував до 1998 року, коли став головним економістом у банку Privredna banka Zagreb, де працював до квітня 2000 року, після чого обійняв посаду директора з макроекономічних аналізів у компанії Agrokor.
Цю посаду залишив у липні 2000 року після призначення губернатором Хорватського національного банку на шестирічний строк указом хорватського парламенту від 12 липня. 7 липня 2006 року його було перепризначено на другий шестирічний термін на цій посаді.
Був стипендіатом програми Фулбрайта, автором низки наукових праць, книжкового видання своєї дисертації під назвою Vremenska dimenzija ekonomske aktivnosti društva, а також співавтором книжки «Шлях до низької інфляції», виданої урядом Хорватії англійською мовою 1995 року (ISBN 953-6430-00-2).
2007 року фірма «Lex Info» оголосила його «найвизначнішим фінансовим експертом».
У 2008 Хорватське товариство зв'язків із громадськістю удостоїло його нагороди «Найкращий комунікатор серед представників хорватського громадського життя».
У грудні 2008 року загальнохорватська щоденна газета Jutarnji list вибрала Рогатинського Людиною року, ставлячи йому в заслугу стабільність фінансової системи Хорватії на тлі глобальної фінансової кризи.У січні 2009 року міжнародний фінансовий щомісячний журнал The Banker, який видає Financial Times, присудив Рогатинському дві нагороди з числа їхніх щорічних банківських премій. Рогатинський отримав премію як найкращий губернатор центрального банку в Європі та найкращий губернатор центрального банку у світі у 2008 р.
Помер раптово 12 грудня 2019 року у віці 68 років.
Був одружений і мав двох дорослих дітей. У вільний час любив грати в шахи та теніс. Захоплювався італійськими коміксами «Алан Форд», був шанувальником «Роллінг Стоунз», а його улюбленим фільмом був «Мисливець на оленів».